# Ligne de Veynes à Briançon
La ligne de Veynes à Briançon est une ligne de chemin de fer de 108 km située intégralement dans le département des Hautes-Alpes, en région Provence-Alpes-Côte-d'Azur. Ouverte en plusieurs étapes par la Compagnie des chemins de fer de Paris à Lyon et à la Méditerranée entre 1875 et 1884, elle est la seule voie ferroviaire d'accès au Gapençais et au Briançonnais.
Elle s'embranche à Veynes sur la ligne de Lyon-Perrache à Marseille-Saint-Charles (via Grenoble) et dessert notamment Gap et Briançon, respectivement préfecture et sous-préfecture des Hautes-Alpes.
Après avoir été partiellement établie à double voie, la ligne est aujourd'hui à voie unique et n'est pas électrifiée. Elle se termine en impasse en gare de Briançon. Dès sa création, un prolongement en Italie en direction du Val de Suse (notamment vers Oulx), jusqu'à Turin, a été imaginé avec le percement d'un long tunnel . Ce projet n'a jamais été réalisé, bien que cette idée soit encore défendue de nos jours chez certains élus locaux afin notamment de développer le ferroutage.
Lors de la construction du barrage de Serre-Ponçon à la fin des années 1950, une déviation de plus de 14,5 km a été établie entre Chorges et Embrun afin de maintenir la continuité de la ligne, le tracé originel devant être noyé par le lac.
La ligne est parcourue par les trains TER Provence-Alpes-Côte d'Azur (relations depuis Marseille, Veynes ou Gap vers Briançon) et TER Rhône-Alpes (relations depuis Grenoble ou Romans - Bourg-de-Péage vers Gap ou Briançon), ainsi que par les trains de nuit Intercités entre Paris-Austerlitz et Briançon.
Elle constitue la ligne 915 000 du réseau ferré national.

## Histoire

### Chronologie des ouvertures
- Veynes - Gap : 1er février 1875 (voie unique) ;
- Gap - Embrun : 10 juillet 1883 (double voie de Gap à Chorges et voie unique de Chorges à Embrun) ;
- Embrun - Montdauphin : 12 juillet 1883 (double voie) ;
- Montdauphin - L'Argentière-la-Bessée : 15 septembre 1884 (double voie) ;
- L'Argentière - Briançon : 15 septembre 1884 (voie unique de l'Argentière à Prelles et double voie de Prelles à Briançon).

### Construction de la ligne

#### Tronçon de Veynes à Gap
Le tronçon de Veynes à Gap fait partie d’une ligne d’Avignon à Gap concédée à la Compagnie des chemins de fer de Paris à Lyon et à la Méditerranée (PLM) par un décret impérial du 25 août 1861.
Les travaux pour la construction de la section de Veynes à Gap sont prévus pour être mis à l'adjudication au début de l'année 1872, si la situation financière de la Compagnie PLM le permet.
Une seconde voie est posée entre Veynes et La Freissinouse le 28 mars 1883 et entre La Freissinouse et Gap le 6 février 1893.

#### Tronçon de Gap à Briançon
La construction du tronçon de Gap à la frontière sarde (aujourd'hui italienne à l'époque cette partie de l'Italie  faisait partie du royaume de Sardaigne) en passant par Briançon est concédée à la compagnie PLM par un décret du 19 juin 1857. Toutefois ce décret précise que cette concession est conditionnée par le développement par  le gouvernement sarde d'un tronçon entre la ville italienne de Suse et le point de la frontière française où doit aboutir la nouvelle ligne. Faute d'un accord sur le tracé entre Suse et Briançon, et surtout en raison de la Guerre franco-allemande de 1870, la liaison avec le réseau ferré sarde est abandonnée. Le PLM obtient finalement une concession limitée au tronçon Gap - Briançon par décret du 3 juillet 1875.
Le rapport établi le 1er juillet par l'ingénieur en chef chargé du contrôle des travaux donne une bonne idée de l'avancement à cette date et des moyens engagés. Le chantier porte sur les deux premières sections - Gap à Embrun et Embrun à Saint-Crépin -  qui représentent une longueur totale de 60,320 kilomètres. La  première section, occupe en moyenne quotidiennement 1 687 ouvriers et 172 chevaux. Sur les 1 190 831 m3 de terrassements à exécuter 327 360 m3 ont été réalisés. Sur un total de 320 ouvrages d'art à réaliser, 75 sont terminés et 96 sont en cours de construction. Les tunnels, qui sont au nombre de quatre, ont une longueur respective de 250 m, 90 m, 858 m et 954 m. Pour tous, hormis le second qui remplace une tranchée, la galerie pilote est achevée et les travaux ont débuté pour l'élargissement et la réalisation de leur revêtement. La deuxième section occupe en moyenne quotidiennement 1 552 ouvriers et 100 chevaux ainsi que deux locomotives. Sur les 865 400 m3 de terrassements à exécuter 206 400 m3 ont été réalisés. Sur un total de 225 ouvrages d'art à réaliser, sept sont terminés et 53 sont en cours de construction. Il y a trois petits souterrains, deux sont percés et le troisième en est aux deux tiers. En ce qui concerne la troisième section, longue de 22,700 km, le jugement d'expropriation a été rendu le 7 juin et la société  est en attente de la réunion du jury. Néanmoins, avant l'adjudication des travaux, la Compagnie a exécuté les galeries de sondage des souterrains qui sont au nombre de six, longs de : 130 m, 447 m, 466 m, 351 m, 240 m et 753 m. Il y a également trois ponts sur la Durance dont les fondations ont été exécutées pour une voie et qui sont en cours d'élargissement pour deux voies.

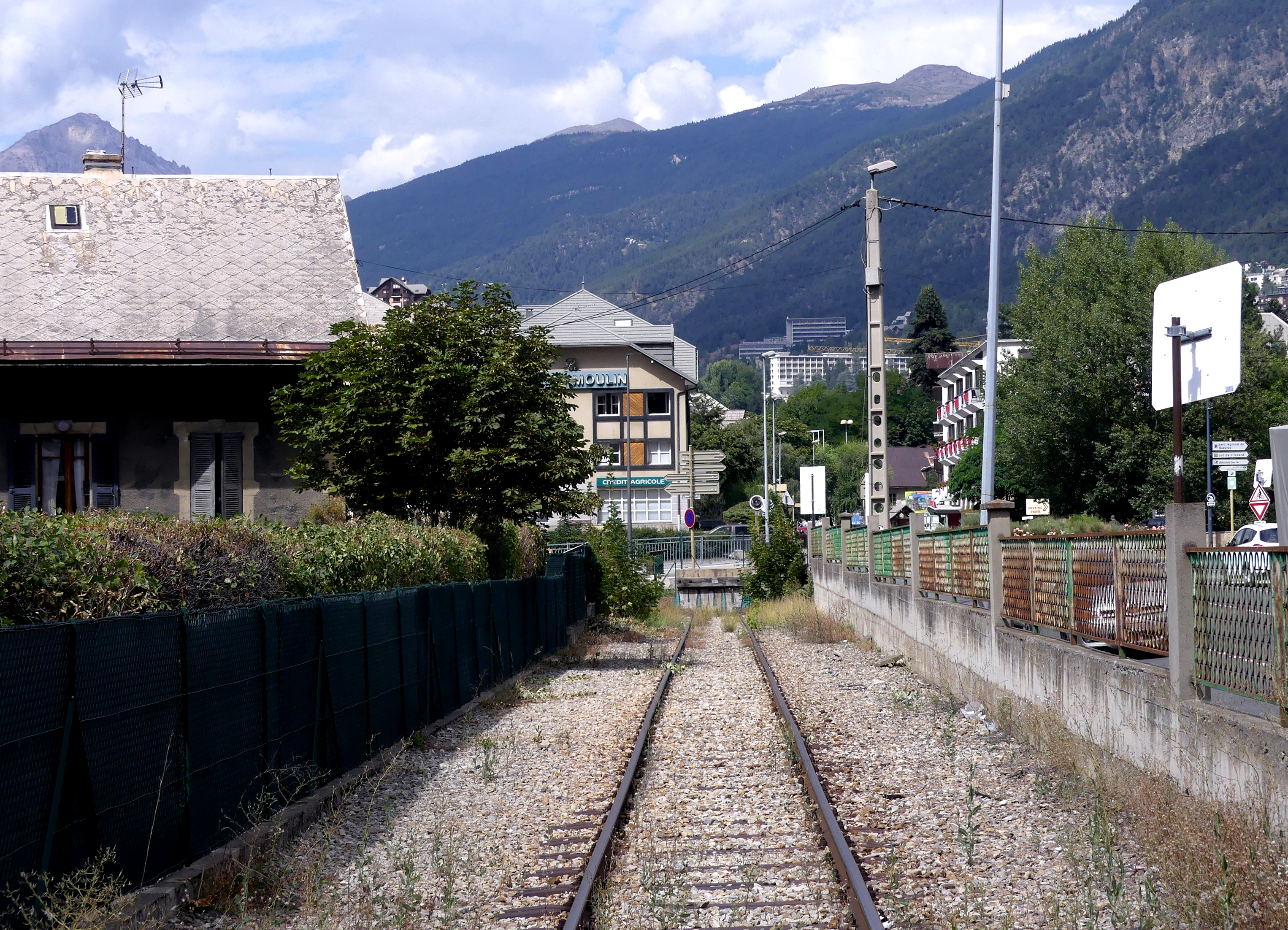
Extrémité de la ligne à Briançon.

La section de Mont-Dauphin à Briançon est officiellement mise en service le 15 septembre 1884. Elle comprend trois stations intermédiaires : l'Argentière-la-Bessée, La Roche et Prelles,.

### Évolutions

#### Ligne PLM
En 1888 le réseau de la Compagnie des chemins de fer de Paris à Lyon et à la Méditerranée (dite Compagnie du PLM) comprend les sections : de Veynes à La Freissinouse (16 km) et de La Freissinouse à Gap (10 km) font partie de la ligne de Grenoble à Gap ; de Gap à Chorges (16 km), de Chorges à Embrun (22 km), d'Embrun à Mont-Dauphin (17 km) et de Mont-Dauphin à Briançon (28 km) font partie de la ligne de Gap à Briançon,.
Le 24 août 1889 un éboulement a lieu au PK 319,550 après la gare de Saint-Clément, près du pont sur la Durance dans la « tranchée des Sources » ouverte à la base de la montagne de Réotier à quelques mètres au-dessus de la rivière. Les agents de la Compagnie qui ont procédé au déblaiement de la voie ont trouvé dans une masse d'argile rouge, à quatre mètres de profondeur, un grand nombre de monnaies romaines, environ quatre cents, dans un espace restreint et mélangées à des petites pierres de provenance étrangère aux roches avoisinantes. Ces monnaies, dans l'ensemble assez frustes, appartiennent toutes à l'ère chrétienne depuis Tibère jusqu'à Magnence. En bronze, elles sont altérées par l'action des eaux sulfureuses thermales qui traversent en tous sens la montagne en ce point. Cette circulation d'eau est à relier à la Fontaine pétrifiante de Réotier. 
En 1911, la ligne de Veynes à Briançon est incluse dans la « ligne de Livron à Briançon » de la Compagnie du PLM. Elle comprend les gares ou stations de : Veynes, Montmaur, La Roche-des-Arnauds, La Freissinouse, Gap, La Bâtie-Neuve-le-Laus, Chorges, Prunières, Savines, Embrun, Châteauroux (Hautes-Alpes), Saint-Clément, Montdauphin-Guillestre, Saint-Crépin (station), La Roche-de-Rame, L'Argentière-la-Bessée, Prelles et Briançon.

#### Ligne SNCF

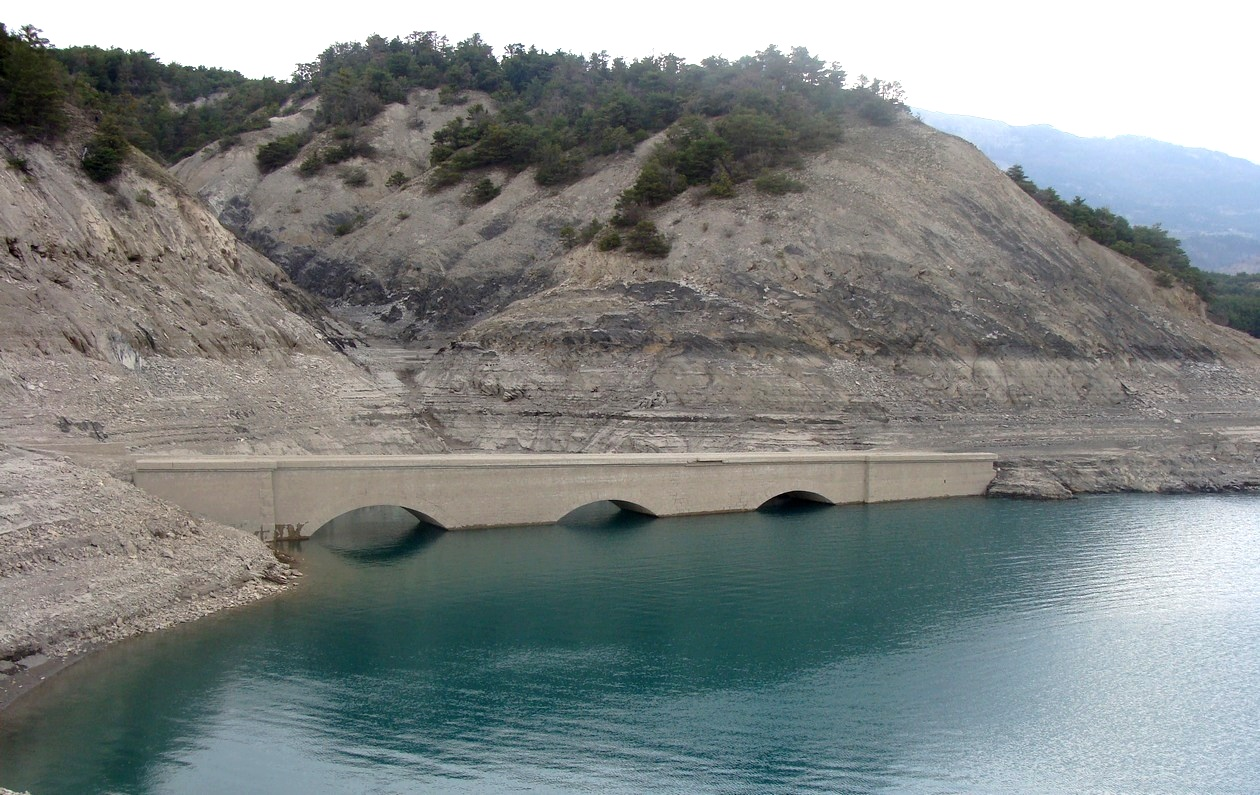
Un viaduc de l'ancien tracé entre Chorges et Embrun, à découvert lors de basses eaux du lac

La construction du barrage de Serre-Ponçon, sur la Durance, a entraîné la reconstruction de la ligne sur une longueur d'environ 15 km entre Chorges et Embrun pour remplacer le tronçon qui allait être submergé. Cette déviation dont les travaux ont débuté en 1956 a été mise en service en 1960. L'ancien tracé devient partiellement visible lors des vidanges décennales pour l'entretien du barrage. L'amorce de la ligne de Chorges à Barcelonnette, jamais achevée, au lieu-dit « Chanteloube » devient, elle aussi, visible à cette occasion.

## Caractéristiques

### Profil et tracé

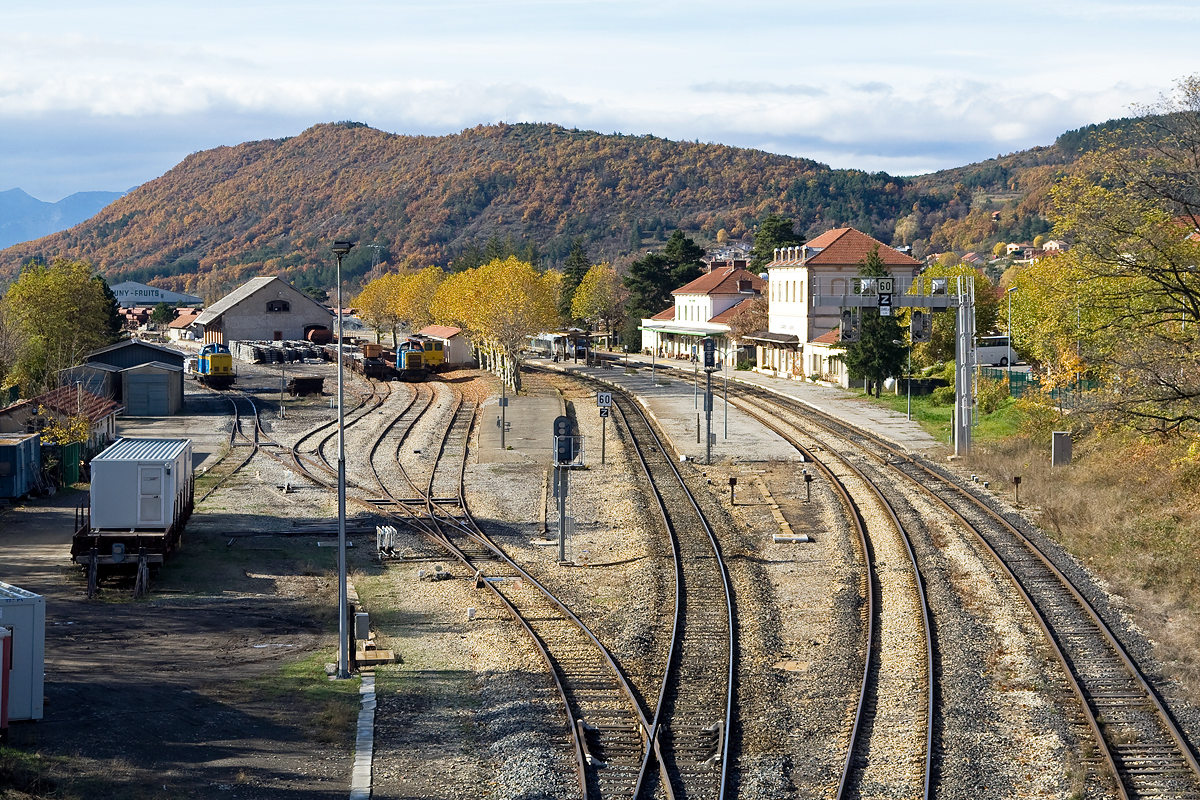
La gare de Veynes - Devoluy
vue côté Grenoble

Le profil en long est très médiocre avec des déclivités qui atteignent 25 ‰ sur de longues sections. Le rayon des courbes s'abaisse à trois cents mètres pour cinquante deux d'entre elles parmi les cent quatre vingt huit que comportait la ligne avant l'établissement de la déviation due à la création du barrage de Serre-Ponçon. Les raccordements sont tous paraboliques.
La ligne débute à la gare de bifurcation de Veynes - Dévoluy, établie à  814 mètres d'altitude. Ensuite la voie s'élève dans la large vallée du petit Buëch, aux versants boisés, qu'elle quitte après l'avoir franchie à la gare de La Roche-des-Arnauds (fermée). Une rampe de 17 ‰ conduit à l'ancienne gare de La Freissinouse (altitude 975 m). De là, une pente continue de 25 ‰ sur 10 km conduit à la gare de Gap avec des vues sur le Champsaur et le massif du Pelvoux. 
Après avoir quitté Gap, principale agglomération des Alpes du Sud avec 45 000 habitants, la ligne poursuit en rampe dans un paysage verdoyant encadré par des sommets pierreux pour parvenir à la gare de Chorges à 857 m. Deux kilomètres plus loin, elle laisse sur la droite son ancien tracé, dont la première partie est empruntée par une route qui mène au lac de Serre-Ponçon, pour rejoindre la route nationale n° 94 qu'elle suit de façon continue jusqu'à Savines-le-Lac en dominant le lac. Après avoir franchi trois tunnels et rejoint le tracé d'origine, la ligne arrive en gare d'Embrun, petite ville d'origine gallo-romaine de 7 000 habitants juchée sur un rocher entaillé par la Durance.

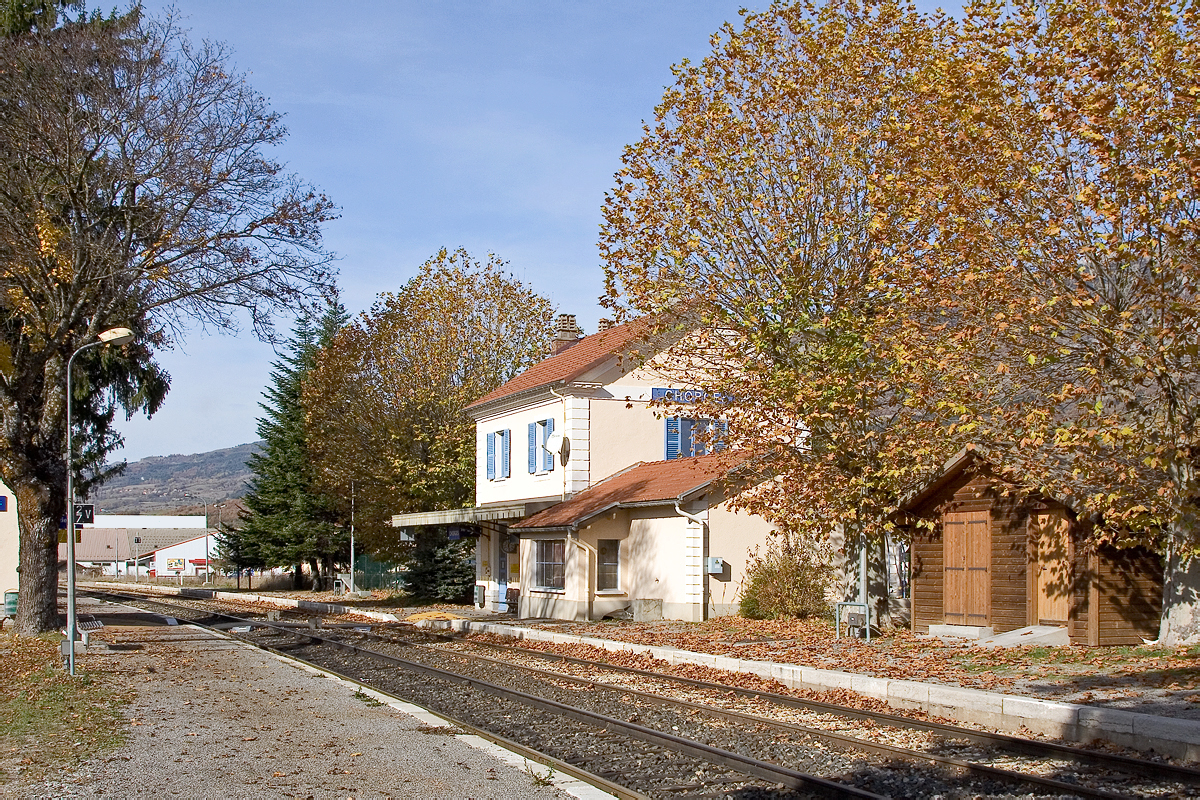
La gare de Chorges

À partir d'Embrun, la voie s'élève pour atteindre Châteauroux-les-Alpes et rejoindre la Durance peu avant Saint-Clément. La vallée devient plus étroite, encadrée de schistes noirâtres (flysch de l'Embrunais) pour s'élargir juste à l'arrivée en gare de Montdauphin - Guillestre à 888 m d'altitude.
Le tracé oblique alors vers le nord dans une vallée dominée par le pic de Montbrison avec le massif du Pelvoux à l'arrière-plan pour arriver en gare de L'Argentière-les Écrins (976 m) après avoir longé une importante usine d'électro-métallurgie. La voie poursuit son parcours avec de fortes rampes de 25 ‰, en se frayant un chemin dans les gorges de la Durance, et une succession de tunnels et de viaducs pour arriver à l'ancienne gare de Prelles, à 1 152 m d'altitude, à partir de laquelle la rampe s'atténue légèrement. Dans une vallée élargie, la ligne atteint la vieille cité militaire de Briançon dont la gare est établie à 1 203 m d'altitude.

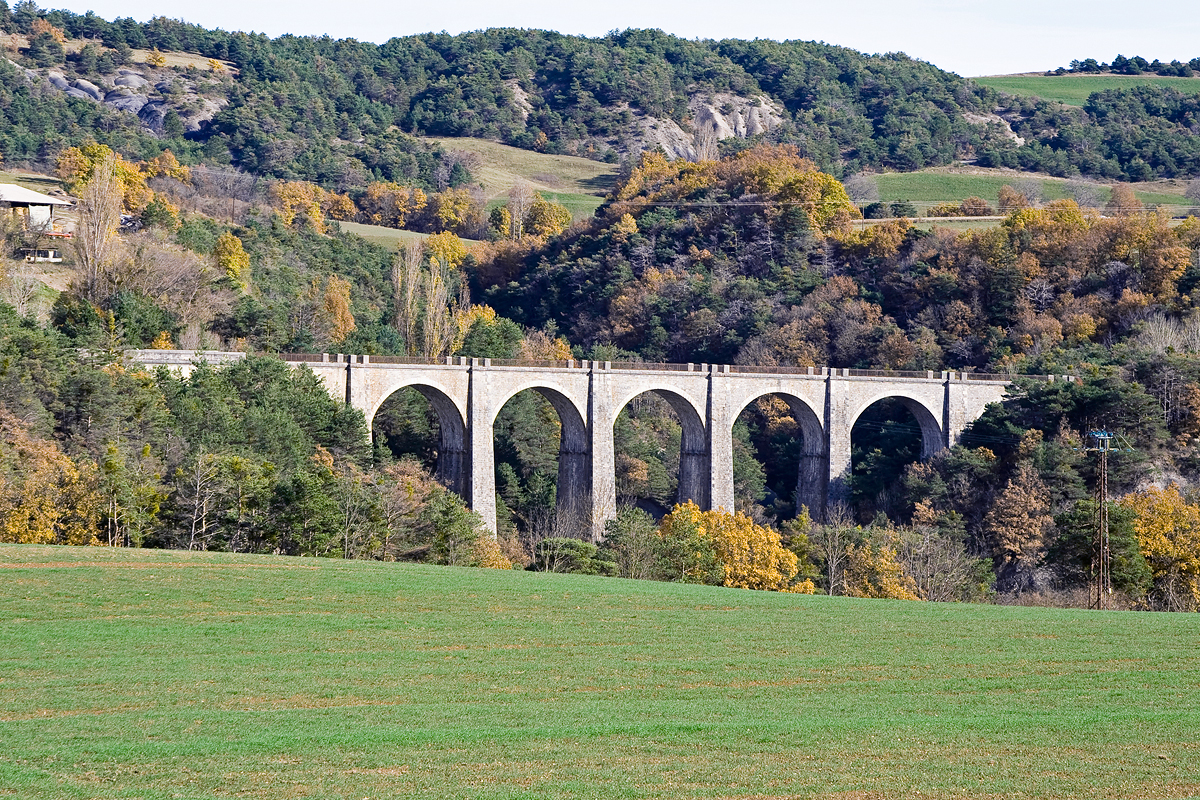
Le viaduc de Pralong
(ancien tracé)

### Infrastructure
La ligne a été initialement construite à voie unique entre Veynes et Gap. En 1877, l'armée demande la mise à double voie de cette section. Elle sera mise en service en deux étapes : entre Veynes et La Freissinouse le 28 mars 1883 et entre La Freissinouse et Gap le 6 février 1893.
Le prolongement jusqu'à Briançon sera prévu dès l'origine à double voie, sauf dans les zones accidentées entre Chorges et Embrun d'une part et L'Argentière-la-Bessée et Prelles d'autre part.
Lors de la première guerre mondiale, les sections à double voie sont déposées vers 1917-1918 : Veynes - Chorges, Embrun - L'Argentière-la-Bessée et Prelles - Briançon. La seconde voie sera rétablie après la guerre, vers 1920, sauf sur la section terminale Prelles - Briançon qui restera à voie unique.
Pendant la Seconde Guerre mondiale, la seconde voie est à nouveau déposée en 1943. Elle ne sera pas reposée à l'issue du conflit et restera à voie unique.
La ligne comporte de nombreux ouvrages d'art. Il existait à l'origine treize tunnels dont quatre ont été noyés par la retenue de Serre-Ponçon. Le tracé rectifié comporte cinq tunnels, ce qui porte leur nombre total à quatorze.
Le franchissement d'une grande quantité de cours d'eau a entraîné la construction de nombreux viaducs dont aucun n'a de dimensions spectaculaires. Les viaducs les plus importants se situent sur la partie déviée. Le plus grand d'entre eux, le viaduc du Riou-Bourdou, long de 223 m, comporte quatre travées métalliques dont deux centrales de 63,60 m et deux de rives de 47,70 m de longueur.

### Modification du tracé lors de la construction du barrage de Serre-Ponçon

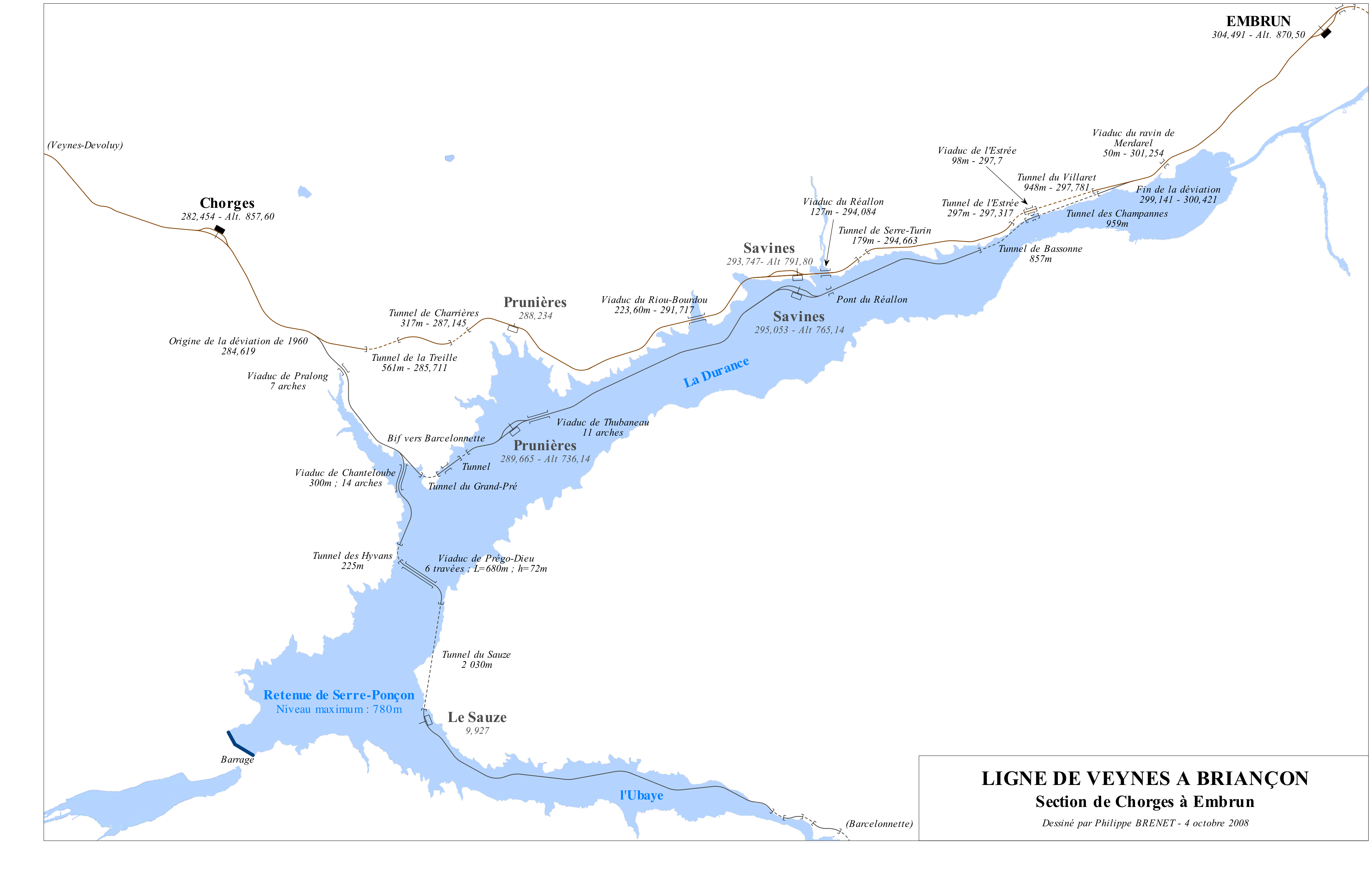
Schéma de la déviation

Entre Chorges et Embrun, la ligne rejoignait le fond de la vallée de la Durance. La cote du point bas était située entre les gares de Prunières et de Savines à 716,41 m d'altitude. Le niveau normal de la retenue d'eau étant de 780 m, il a fallu établir une déviation du tracé préalablement à la mise en eau de la retenue. La partie submergée s'étend du PK 287,550 au PK 299,205 pour un niveau des eaux de 780 m.
La déviation, d'une longueur de 14 509,67 m débute au PK 284,519, en amont du viaduc de Pralong. Elle a nécessité le percement de cinq tunnels et la construction de trois viaducs de dimensions respectables. Ces ouvrages ont tous le gabarit de la voie unique. Les progrès techniques apparus dans le génie civil vers 1950 ont permis de limiter le nombre d'ouvrages d'art en réalisant des tranchées et des remblais de très grande hauteur.

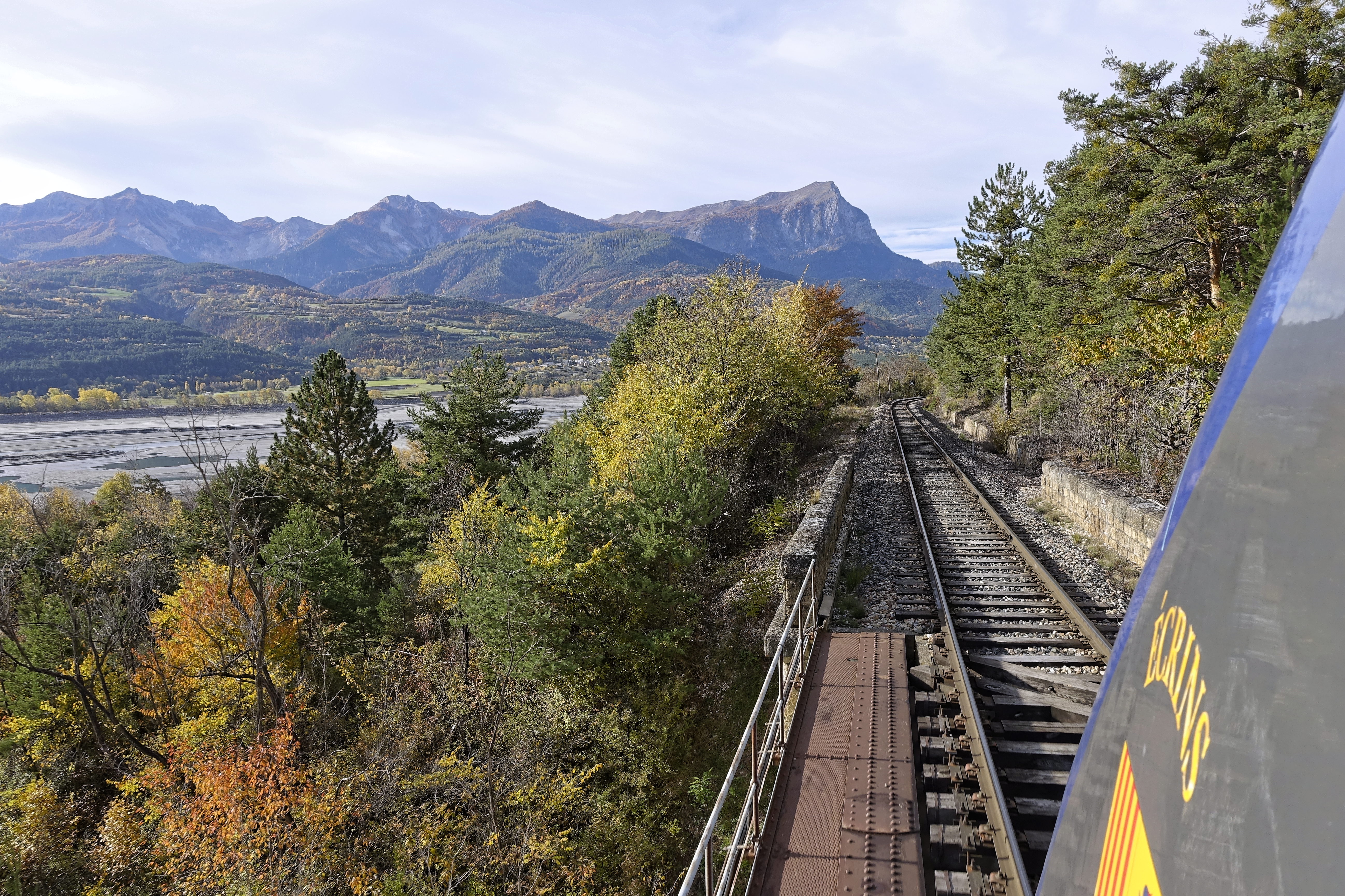
Au-dessus du lac de Serre Ponçon, en cabine d'un X 72500

En période de basses eaux, généralement après l'été, on peut apercevoir le sommet du viaduc de Chanteloube en forme de « S » situé sur la ligne inachevée de Chorges à Barcelonnette à quelques dizaines de mètres de la bifurcation et l'entrée du tunnel du Grand-Pré, obstruée par un amas rocheux.  Le viaduc de Pralong est « hors eau » et le remblai qui masque la sortie du tunnel des Champannes est visible en permanence.

### Superstructure
L'architecture des gares est du style courant du PLM au XIXe siècle sauf les haltes de Prunières et de Savines, établies sur la déviation de Serre-Ponçon, qui ont été réalisées dans un style typique des années 1950.

### Vitesses limites
Vitesses limites de la ligne en 2024 pour les AGC et les Autorails en sens impair (certaines catégories de trains, comme les trains de marchandises, possèdent des limites plus faibles) :
| De                      | À                       | Limite |
| ----------------------- | ----------------------- | ------ |
| Veynes - Dévoluy        | Montmaur                | 120    |
| Montmaur                | La Freissinouse         | 100    |
| La Freissinouse         | Gap                     | 80     |
| Gap                     | La Bâtie-Neuve-Le Laus  | 100    |
| La Bâtie-Neuve-Le Laus  | Embrun                  | 95     |
| Embrun                  | Montdauphin-Guillestre  | 85     |
| Montdauphin-Guillestre  | L'Argentière-les-Ecrins | 115    |
| L'Argentière-les-Ecrins | Prelles                 | 80     |
| Prelles                 | Briançon                | 95     |

## Exploitation
La ligne est desservie par les TER des régions Auvergne-Rhône-Alpes (relations Romans – Gap ou Briançon et Grenoble – Gap) et Provence-Alpes-Côte d'Azur (relation Marseille-Saint-Charles – Briançon).
Une relation de nuit Paris-Austerlitz – Briançon existe via Valence (arrêt de service) et Die. Longtemps menacée, cette liaison a été pérennisée dans le cadre de la relance des Intercités de nuit.
Le trafic fret est insignifiant (essentiellement des convois de matériel militaire au départ ou à l'arrivée de Veynes - Dévoluy et, sporadiquement, l'acheminement d'une citerne de fioul à Briançon).

Matériel roulant de la ligne, en gare de Briançon
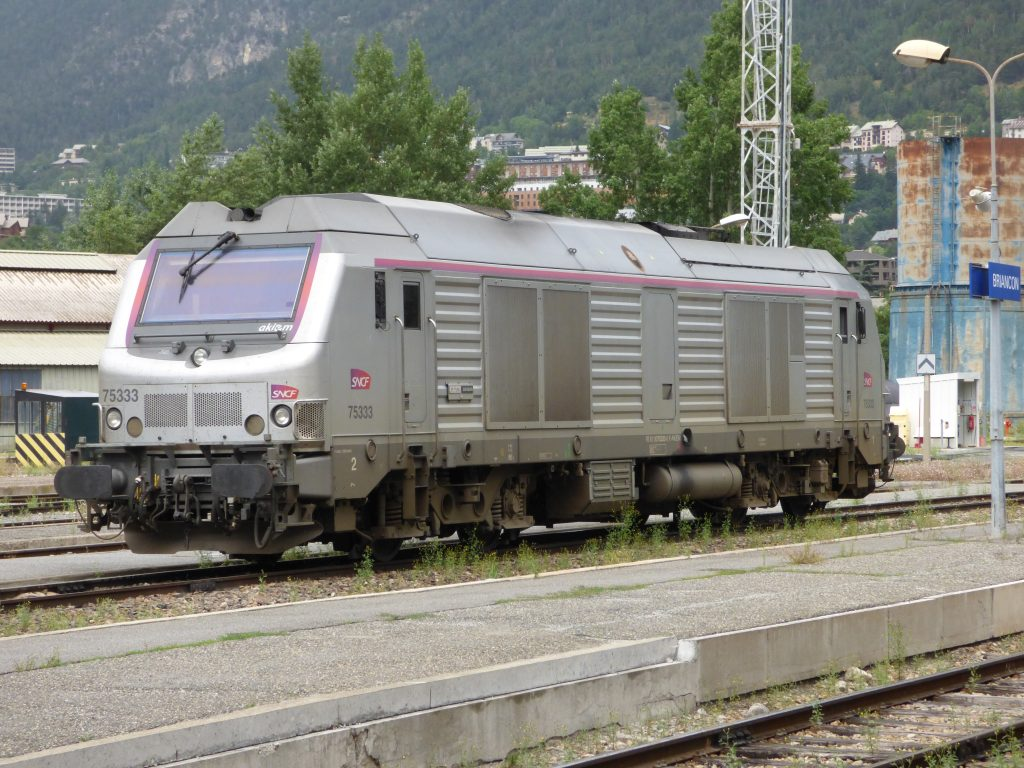
BB 75333, traction Intercités de nuit.
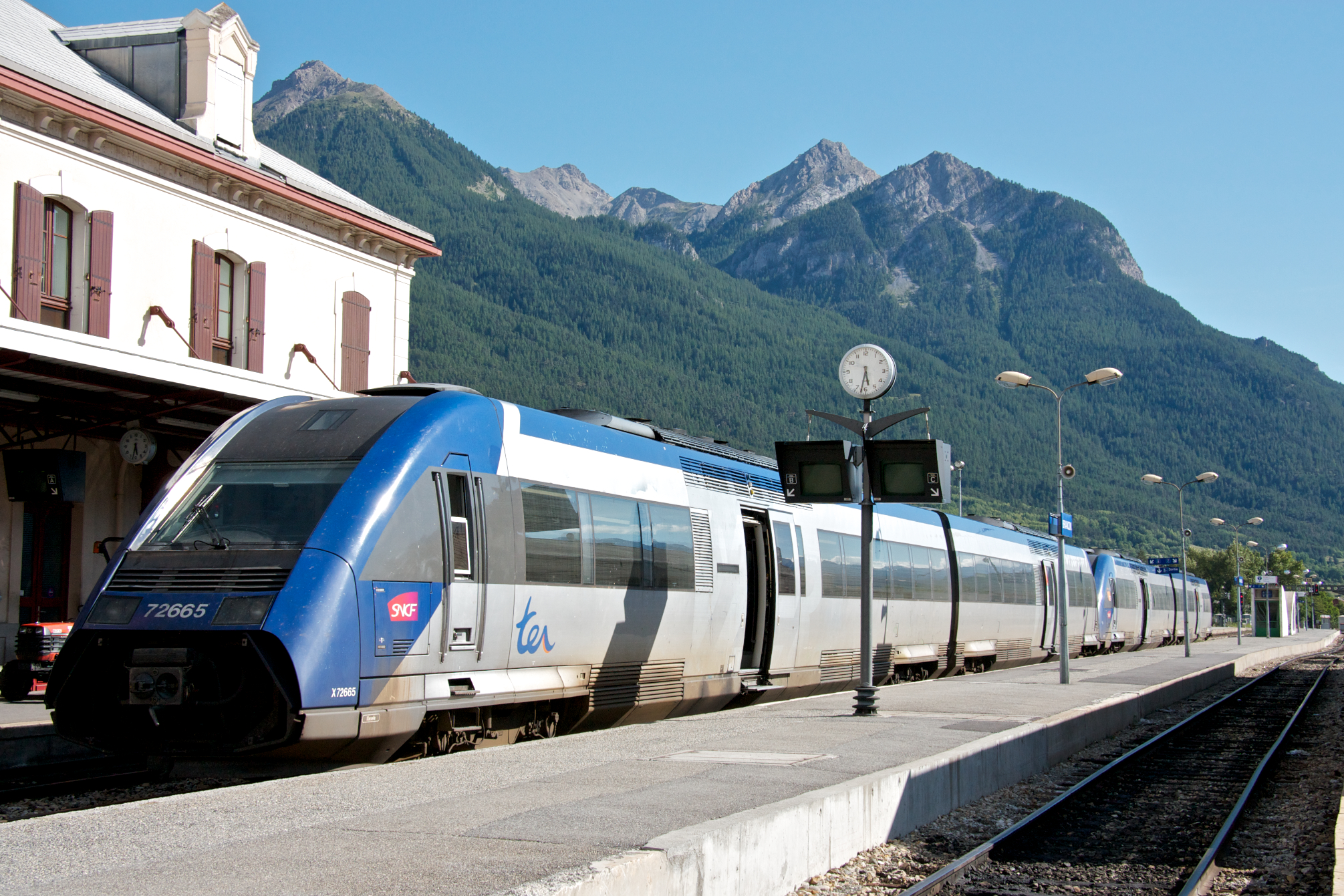
X 72665, TER.
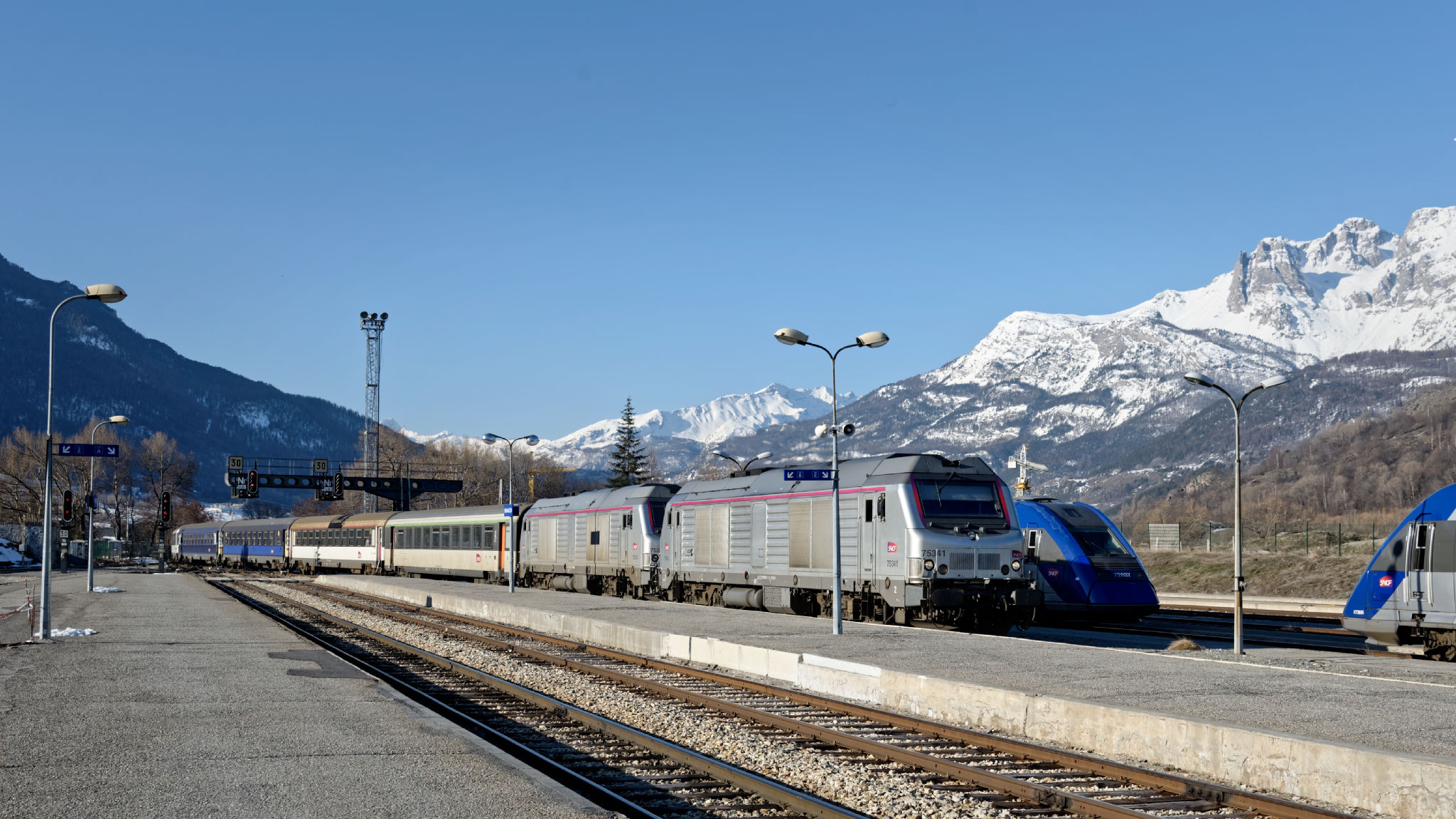
Intercités de nuit et TER.